# It's A Damn Shame About You
It's A Damn Shame About You é um single do cantor norueguês Espen Lind, tirado de seu primeiro álbum Red.

## Lançamento
A faixa foi lançada como single promocional em 1998, apenas na Noruega. Esta foi a última música de trabalho do álbum, que teve ao total cinco singles lançados no país.

### CD Single
- Promocional

1. "It's A Damn Shame About You"

## Ligações Externas
- «It's A Damn Shame About You» (UOL Música)